# Eugen d’Albert
Eugen Charles Albert d’Albert, także Eugène d’Albert (ur. 10 kwietnia 1864 w Glasgow, zm. 3 marca 1932 w Rydze) – niemiecki pianista, kompozytor i dyrygent pochodzenia szkocko-francuskiego. Autor werystycznych oper Niziny i Zamarłe oczy.

## Życiorys

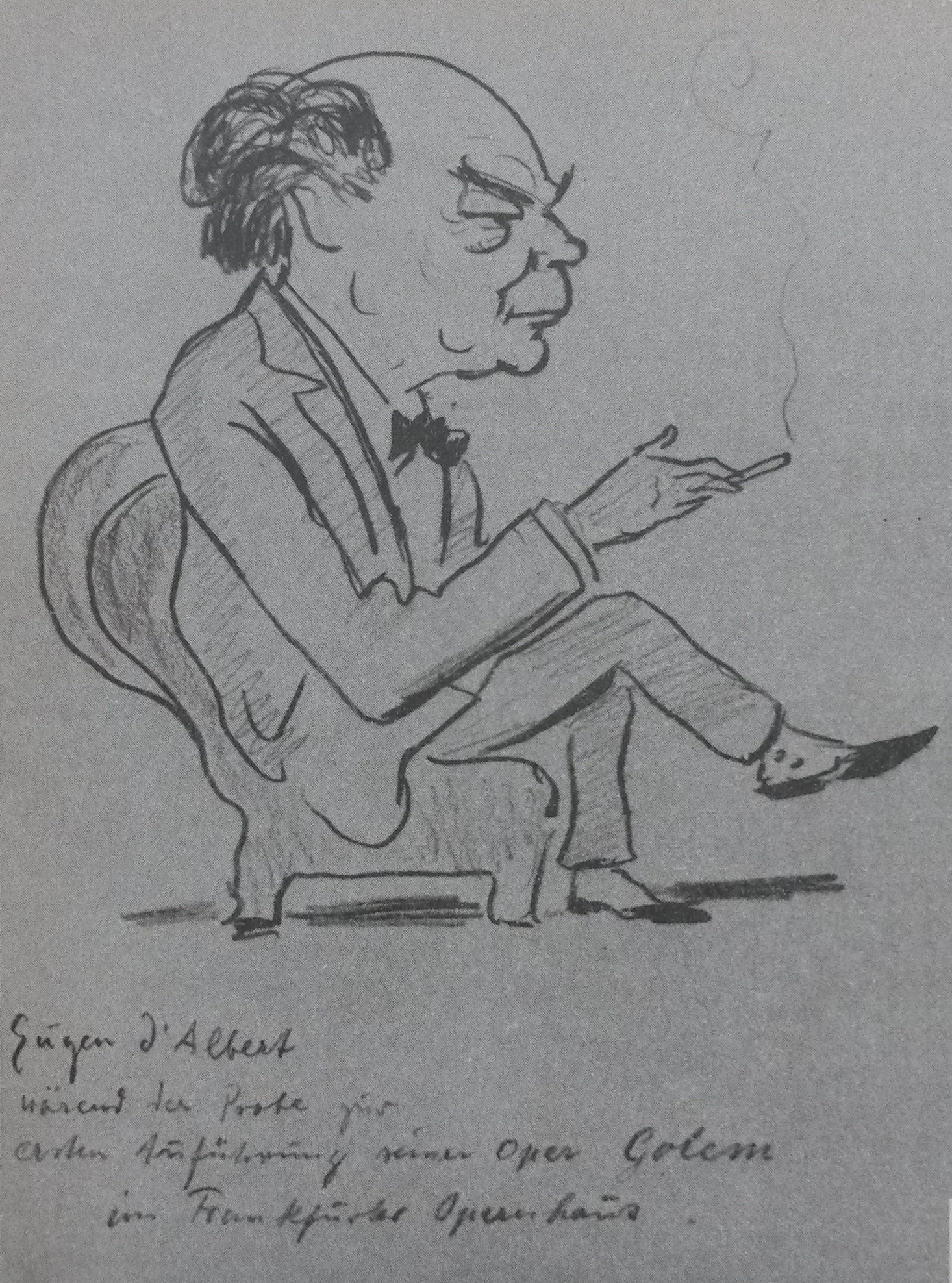
D’Albert na karykaturze Lino Salininiego (przed 1925)

Jego ojciec, Charles Louis Napoléon d’Albert, pochodził z Nienstedten; matka, Annie Rowell, pochodziła z Newcastle upon Tyne  , gdzie mieszkała rodzina d’Albertów.
Ojciec Eugena, kompozytor i nauczyciel tańca, był jego pierwszym nauczycielem. Od 1874 w londyńskim National Training School studiował harmonię i kontrapunkt u Johna Stainera, Arthura Sullivana i Ebenezera Prouta oraz fortepian u Ernsta Pauera.
5 lutego 1881 w Pałacu Kryształowym zagrał Koncert fortepianowy a-moll Roberta Schumanna. W tym samym roku, dzięki stypendium im. Mendelssohna przyznawanym na podróż zagraniczną, wyjechał do Wiednia, gdzie kształcił się u Hansa Richtera, na którego koncercie 24 października wykonał Koncert fortepianowy A-dur własnej kompozycji. W latach 1882–1884 w Weimarze był uczniem Ferenca Liszta, który porównywał go do Karola Tausiga.
W 1895 został dyrygentem weimarskiej opery, zastępując Eduarda Lassena (po szybkiej rezygnacji d’Alberta, zastąpił go Bernhard Stavenhagen). W latach 1898–1902 mieszkał we Frankfurcie nad Menem . W 1904 zastąpił Josepha Joachima na stanowisku dyrektora w berlińskiej Hochschule für Musik.

### Życie prywatne

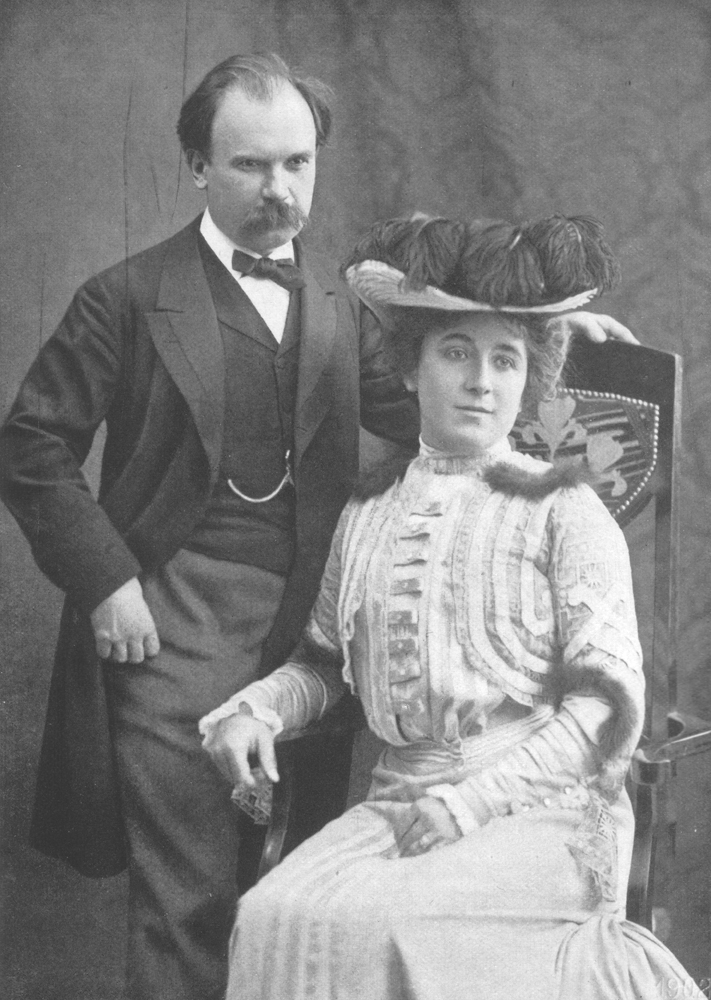
D’Albert z trzecią żoną Hermine na fotografii Georga Brokescha (1902)

Był sześciokrotnie żonaty . Jego pierwszą żoną była Louise Salingré . W 1892 poślubił pianistkę Teresę Carreño, z którą rozwiódł się w 1895. Następnie, od 18 października 1895  do 1910, był żonaty ze śpiewaczką Herminą Finck, a od 1910 do 1912 z Idą Theumann. W 1913 poślubił Friederike Jauner. Później związał się z Hilde Fels. Jego syn, Benvenuto, zmarł pięć dni po narodzinach .
Jego letnia rezydencja mieściła się w Meinie. Wyznawał kalwinizm kontynentalny. Pochowany został w Morcote .

## Działalność pianistyczna
D’Albert był wirtuozem fortepianu; cenionym interpretatorem utworów Johanna Sebastiana Bacha (dokonał redakcji wydania krytycznego jego utworów. m.in. Das Wohltemperierte Klavier wydanych w 1906, oraz transkrypcji dzieł organowych), Ludwiga van Beethovena (grał wszystkie jego koncerty fortepianowe) i Johannesa Brahmsa wedle tradycji epoki romantyzmu. Wykonywał również m.in. utwory Roberta Schumanna, Felixa Mendelssohna, Maxa Regera, Richarda Straussa  i Claude’a Debussy’ego. Koncertował w Europie i Stanach Zjednoczonych.
W 1882 koncertował w Wiedniu, a w 1883 w Warszawie (Filharmonia Warszawska) i Rosji . W 1885 w Lipsku wykonał oba koncerty fortepianowe Brahmsa pod dyrekcją kompozytora. Te same utwory wykonał 10 stycznia 1886 na ostatnim koncertcie dyrygowanym przez Brahmsa. W 1889, 1890 i 1892 występował w Stanach Zjednoczonych . W latach 1883–1925 wielokrotnie występował we frankfurckim Museumsgesellschaft . Brał udział w redagowaniu wydania dzieł wszystkich Liszta.
D'Albert swobodnie traktował, szczególnie w przypadku Beethovena, tekst muzyczny, zwłaszcza oznaczenia tempa. Dokonał niewielu nagrań, do których odnosił się krytycznie. Nie przywiązywał większej wagi do możliwości rejestracji wykonania.
Był nauczycielem m.in. Carla Prohaski, Edwina Fischera, Wilhelma Backhausa i Pauliny Szalitówny. Józef Hofmann pobierał u niego konsultacje .
Był naturalizowanym Niemcem. Z powodu poparcia Cesarstwa Niemieckiego podczas I wojny światowej jego kariera pianistyczna w Wielkiej Brytanii uległa załamaniu. Z czasem poświęcił się, m.in. z powodów zdrowotnych, głównie pracy kompozytorskiej.

## Działalność kompozytorska

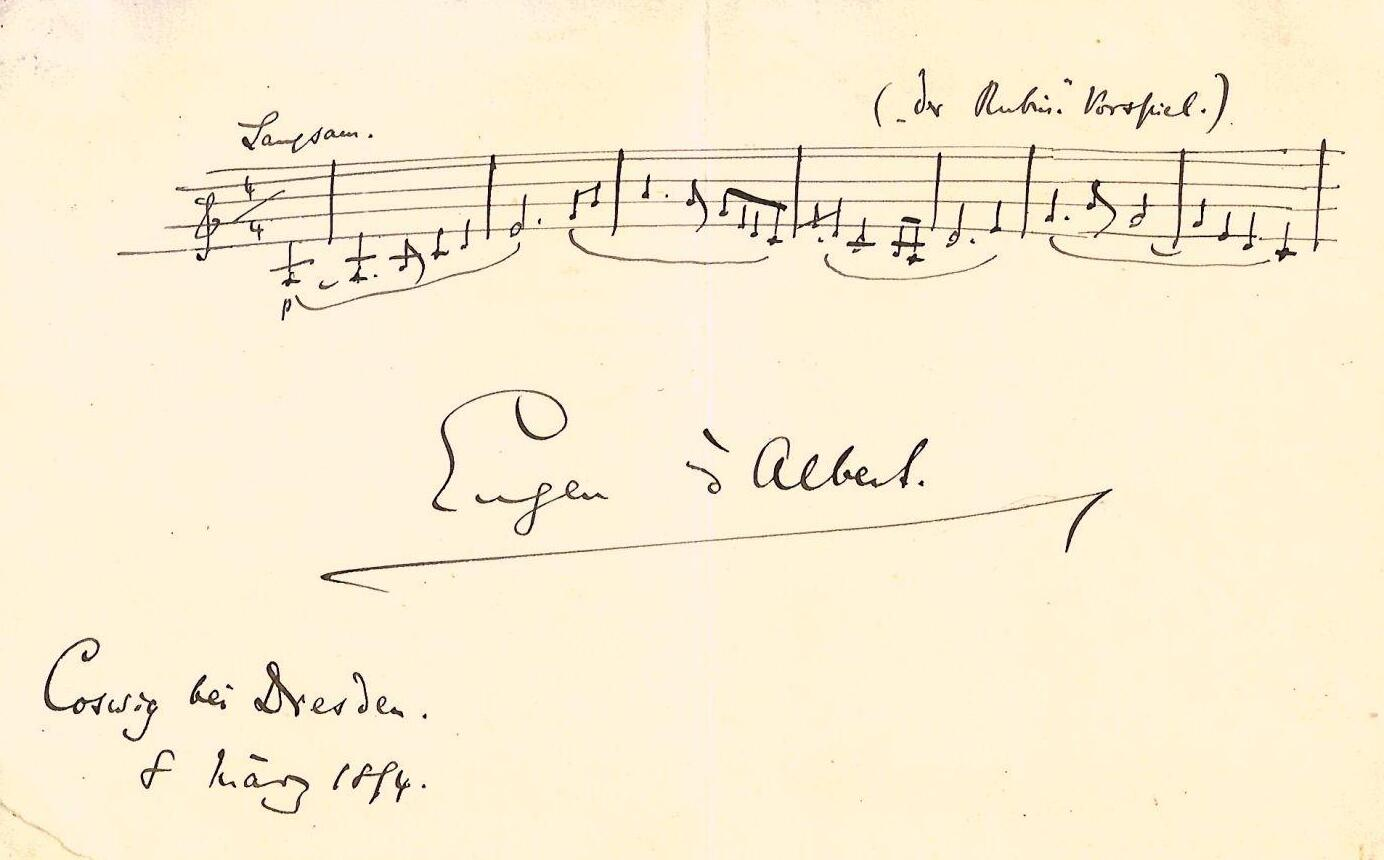
Autograf d’Alberta z 8-taktowym cytatem ze wstępu do opery Der Rubin (Coswig, 8 marca 1894)

Utwory instrumentalne d’Alberta nawiązują do twórczości Liszta i Brahmsa . Napisał m.in. kadencję do IV koncertu fortepianowego G-dur Beethovena.
W 1886 w Wiedniu wykonano jego Symfonię F-dur pod dyrekcją Hansa von Bülowa. W 1904 w Stanach Zjednoczonych prawykonał swój koncert fortepianowy E-dur w towarzystwie Bostońskiej Orkiestry Symfonicznej . Twórczość d’Albert, poza nielicznymi operami, popadła w zapomnienie .
Jego twórczość operowa łączy cechy dramatów muzyczny Richarda Wagnera i włoskiego weryzmu. Jako dyrygent brał udział w wykonaniach swoich oper. Dwie z nich, Der Rubin oraz Ghismonda, skomponował do własnego libretta (według dramatów, odpowiednio, Friedricha Hebbla i Karla Immermanna). 1 kwietnia 1924 dyrygował setnym wystawieniem swojej opery Tiefland (premiera w Pradze w 1903). Opera Mister Wu dokończona została przez Leo Blecha  (premiera w drezdeńskiej operze w 1932).

### Wybrane utwory
(opracowano na podstawie materiałów źródłowych)

Opery
- Der Rubin (1893)
- Ghismonda (1895)
- Die Abreise (1898)
- Tiefland, pol. Niziny (1903)
- Flauto solo (1905)
- Die verschenkte Frau (1912)
- Liebesketten (1912)
- Die toten Augen, pol. Zamarłe oczy (1912)
- Der Stier von Olivera (1918)
- Revolutionshochzeit (1919)
- Scirocco (1921)
- Der Golem (1926)
- Die schwarze Orchidee (1928)
- Mister Wu (1932)

Utwory orkiestrowe
- Suita d-moll op. 1 (1883)
- Koncert fortepianowy h-moll op. 2 (1884)
- Symfonia F-dur op. 4 (1886)
- uwertura Esther op. 8 (1888)
- Koncert fortepianowy E-dur op. 12 (1893)
- Koncert wiolonczelowy c-moll (1899)
- suita Aschenputtel op. 3 (1924)
- uwertura Hperion

Utwory kameralne
- Kwartet smyczkowy a-moll op. 7 (1887)
- Kwartet smyczkowy Es-dur op. 11 (1893)

Utwory fortepianowe
- Sonata fis-moll op. 10 (wyd. 1893)

Utwory wokalne
- kantata Der Mensch und das Leben
- pieśni na głos i fortepian; pieśni na sopran i orkiestrę

## Upamiętnienie
W 2012 w Lugano z okazji 80. rocznicy śmierci d’Alberta odbył się międzynarodowy konkurs pianistyczny jego imienia, którego laureatami zostali Sonya Bach, Chao Wang i Aleksander Jakowlew.